# 李俊揆
李俊揆（韓語：이준규、1954年—），韓國外交官。曾擔任第22任韓國駐日本大使，是朴槿惠政權首位職業外交官出身的駐日大使。此前他曾任駐印度及駐紐西蘭的大使。朴槿惠是他在獎忠國民學校（今獎忠初等学校）的學姊，外交部長尹炳世則是他在首爾大學法科的同學。。

## 出典
1. ↑  . dongA.com. 2016-05-25  [2016-07-02]. （原始内容存档于2016-09-14）. |newspaper=和|work=只需其一 (帮助)

| 外交職務      | 外交職務                               | 外交職務      |
| ------------- | -------------------------------------- | ------------- |
| 前任： 辛正承 | 韓國駐紐西蘭大使 2006年9月 - 2009年2月 | 繼任： 魯光鎰 |
| 前任： 金中根 | 韓國駐印度大使 2012年9月 - 2015年10月  | 繼任： 趙顯   |
| 前任： 柳興洙 | 韓國駐日本大使 2016年7月8日 - 2017年   | 繼任： 李洙勳 |